# Grace Kelly (Mika)
Grace Kelly is de tweede single van het album Life In Cartoon Motion van Mika. Het nummer werd op 9 januari 2007 als downloadsingle uitgebracht. Het nummer kwam in de UK Singles Chart binnen op nummer 3 en de UK Official Download Chart op nummer 1. Een week later sprong het nummer naar de toppositie terwijl het alleen nog maar als download verkrijgbaar was. In totaal stond Grace Kelly 5 weken in de UK single charts.
Twee maanden na het Verenigd Koninkrijk, werd de single ook in onder andere de Benelux uitgegeven.

## Geschiedenis
Mika schreef het nummer drie jaar eerder na afgewezen te zijn door een platenmaatschappij. Die verlangde een commerciëlere stijl van hem, zoals Robbie Williams. Om zijn frustraties van zich af te schrijven en de spot met de platenmaatschappij te drijven schreef hij Grace Kelly. In plaats van zich te meten aan Williams vergeleek hij zich bij wijze van spot daarin met Grace Kelly.
De zin "So I try a little Freddie" in het nummer verwijst naar Freddie Mercury, de Queen-zanger waarmee Mika vaak vergeleken wordt. De melodie is gebaseerd op de opera Le nozze di Figaro van Wolfgang Amadeus Mozart.

## Videoclip
De clip is geregisseerd door Sophie Muller en liet haar dochter Holly Mae zien. Op het begin van het nummer zegt Mika: 'I wanna talk to you', waarop Holly antwoordt: 'The last time we talked mister Smith you reduced me to tears, I promise you it won't happen again'. Tussendoor zegt ze: 'Getting angry doesn't solve anything', en in de laatste scène zegt Holly: "Humphrey, we're leaving", waarop Mika antwoordt: "Ka-chingg". De clip werd in november 2006 opgenomen en medio januari 2007 uitgebracht.

## Track listings
cd-single
1. "Grace Kelly" - 3:08
2. "Grace Kelly" (Linus Loves Radio Edit) - 3:20
3. "Over My Shoulder" - 4:44

7" vinyl
- A1"Grace Kelly" - 3:07
- B1"Satellite" - 4:15

12" vinyl
- A1"Grace Kelly" (Linus Loves Full Vocal Remix) - 6:46
- A2"Grace Kelly" (Linus Loves Dub Remix) - 6:40
- B1"Grace Kelly" (Tom Neville Full Vocal Remix) - 6:48
- B2"Grace Kelly" (Tom Neville Dub Remix) - 7:08

## Officiële remixes
- "Grace Kelly" - 3:07
- "Grace Kelly" (Acoustic) - 3:07
- "Grace Kelly" (Bimbo Jones Remix) - 3:00
- "Grace Kelly" (Pull Tiger Tail Remix) - 4:26
- "Grace Kelly" (Linus Loves Radio Edit) - 3:20
- "Grace Kelly" (Linus Loves Full Vocal Remix) - 6:46
- "Grace Kelly" (Linus Loves Dub Remix) - 6:40
- "Grace Kelly" (Tom Neville Full Vocal Remix) - 6:48
- "Grace Kelly" (Tom Neville Dub Remix) - 7:08

## Hitnotering
| Grace Kelly in de Nederlandse Top 40 - binnen: 17 maart 2007 | Grace Kelly in de Nederlandse Top 40 - binnen: 17 maart 2007 | Grace Kelly in de Nederlandse Top 40 - binnen: 17 maart 2007 | Grace Kelly in de Nederlandse Top 40 - binnen: 17 maart 2007 | Grace Kelly in de Nederlandse Top 40 - binnen: 17 maart 2007 | Grace Kelly in de Nederlandse Top 40 - binnen: 17 maart 2007 | Grace Kelly in de Nederlandse Top 40 - binnen: 17 maart 2007 | Grace Kelly in de Nederlandse Top 40 - binnen: 17 maart 2007 | Grace Kelly in de Nederlandse Top 40 - binnen: 17 maart 2007 | Grace Kelly in de Nederlandse Top 40 - binnen: 17 maart 2007 | Grace Kelly in de Nederlandse Top 40 - binnen: 17 maart 2007 | Grace Kelly in de Nederlandse Top 40 - binnen: 17 maart 2007 | Grace Kelly in de Nederlandse Top 40 - binnen: 17 maart 2007 | Grace Kelly in de Nederlandse Top 40 - binnen: 17 maart 2007 | Grace Kelly in de Nederlandse Top 40 - binnen: 17 maart 2007 | Grace Kelly in de Nederlandse Top 40 - binnen: 17 maart 2007 | Grace Kelly in de Nederlandse Top 40 - binnen: 17 maart 2007 | Grace Kelly in de Nederlandse Top 40 - binnen: 17 maart 2007 | Grace Kelly in de Nederlandse Top 40 - binnen: 17 maart 2007 | Grace Kelly in de Nederlandse Top 40 - binnen: 17 maart 2007 | Grace Kelly in de Nederlandse Top 40 - binnen: 17 maart 2007 | Grace Kelly in de Nederlandse Top 40 - binnen: 17 maart 2007 | Grace Kelly in de Nederlandse Top 40 - binnen: 17 maart 2007 | Grace Kelly in de Nederlandse Top 40 - binnen: 17 maart 2007 |
| Week                                                         | 1                                                            | 2                                                            | 3                                                            | 4                                                            | 5                                                            | 6                                                            | 7                                                            | 8                                                            | 9                                                            | 10                                                           | 11                                                           | 12                                                           | 13                                                           | 14                                                           | 15                                                           | 16                                                           | 17                                                           | 18                                                           | 19                                                           | 20                                                           | 21                                                           | 22                                                           |                                                              |
| ------------------------------------------------------------ | ------------------------------------------------------------ | ------------------------------------------------------------ | ------------------------------------------------------------ | ------------------------------------------------------------ | ------------------------------------------------------------ | ------------------------------------------------------------ | ------------------------------------------------------------ | ------------------------------------------------------------ | ------------------------------------------------------------ | ------------------------------------------------------------ | ------------------------------------------------------------ | ------------------------------------------------------------ | ------------------------------------------------------------ | ------------------------------------------------------------ | ------------------------------------------------------------ | ------------------------------------------------------------ | ------------------------------------------------------------ | ------------------------------------------------------------ | ------------------------------------------------------------ | ------------------------------------------------------------ | ------------------------------------------------------------ | ------------------------------------------------------------ | ------------------------------------------------------------ |
| Positie                                                      | 25                                                           | 15                                                           | 11                                                           | 8                                                            | 7                                                            | 5                                                            | 5                                                            | 5                                                            | 5                                                            | 4                                                            | 4                                                            | 7                                                            | 8                                                            | 11                                                           | 11                                                           | 14                                                           | 16                                                           | 22                                                           | 25                                                           | 29                                                           | 32                                                           | 39                                                           | uit                                                          |

| Grace Kelly in de Single Top 100 - binnen: 17 februari 2007 | Grace Kelly in de Single Top 100 - binnen: 17 februari 2007 | Grace Kelly in de Single Top 100 - binnen: 17 februari 2007 | Grace Kelly in de Single Top 100 - binnen: 17 februari 2007 | Grace Kelly in de Single Top 100 - binnen: 17 februari 2007 | Grace Kelly in de Single Top 100 - binnen: 17 februari 2007 | Grace Kelly in de Single Top 100 - binnen: 17 februari 2007 | Grace Kelly in de Single Top 100 - binnen: 17 februari 2007 | Grace Kelly in de Single Top 100 - binnen: 17 februari 2007 | Grace Kelly in de Single Top 100 - binnen: 17 februari 2007 | Grace Kelly in de Single Top 100 - binnen: 17 februari 2007 | Grace Kelly in de Single Top 100 - binnen: 17 februari 2007 | Grace Kelly in de Single Top 100 - binnen: 17 februari 2007 | Grace Kelly in de Single Top 100 - binnen: 17 februari 2007 | Grace Kelly in de Single Top 100 - binnen: 17 februari 2007 | Grace Kelly in de Single Top 100 - binnen: 17 februari 2007 | Grace Kelly in de Single Top 100 - binnen: 17 februari 2007 | Grace Kelly in de Single Top 100 - binnen: 17 februari 2007 | Grace Kelly in de Single Top 100 - binnen: 17 februari 2007 | Grace Kelly in de Single Top 100 - binnen: 17 februari 2007 | Grace Kelly in de Single Top 100 - binnen: 17 februari 2007 |
| Week                                                        | 1                                                           | 2                                                           | 3                                                           | 4                                                           | 5                                                           | 6                                                           | 7                                                           | 8                                                           | 9                                                           | 10                                                          | 11                                                          | 12                                                          | 13                                                          | 14                                                          | 15                                                          | 16                                                          | 17                                                          | 18                                                          | 19                                                          |                                                             |
| ----------------------------------------------------------- | ----------------------------------------------------------- | ----------------------------------------------------------- | ----------------------------------------------------------- | ----------------------------------------------------------- | ----------------------------------------------------------- | ----------------------------------------------------------- | ----------------------------------------------------------- | ----------------------------------------------------------- | ----------------------------------------------------------- | ----------------------------------------------------------- | ----------------------------------------------------------- | ----------------------------------------------------------- | ----------------------------------------------------------- | ----------------------------------------------------------- | ----------------------------------------------------------- | ----------------------------------------------------------- | ----------------------------------------------------------- | ----------------------------------------------------------- | ----------------------------------------------------------- | ----------------------------------------------------------- |
| Positie                                                     | 77                                                          | 63                                                          | 36                                                          | 30                                                          | 4                                                           | 6                                                           | 8                                                           | 4                                                           | 6                                                           | 5                                                           | 5                                                           | 5                                                           | 7                                                           | 6                                                           | 9                                                           | 12                                                          | 15                                                          | 21                                                          | 17                                                          |                                                             |
| Week                                                        | 20                                                          | 21                                                          | 22                                                          | 23                                                          | 24                                                          | 25                                                          | 26                                                          | 27                                                          | 28                                                          | 29                                                          | 30                                                          | 31                                                          | 32                                                          | 33                                                          | 34                                                          | 35                                                          | 36                                                          |                                                             |                                                             |                                                             |
| Positie                                                     | 15                                                          | 15                                                          | 23                                                          | 24                                                          | 20                                                          | 20                                                          | 19                                                          | 21                                                          | 24                                                          | 33                                                          | 34                                                          | 38                                                          | 49                                                          | 53                                                          | 64                                                          | 71                                                          | 89                                                          | uit                                                         |                                                             |                                                             |

| Grace Kelly in de Mega top 50 - binnen: 17 februari 2007 | Grace Kelly in de Mega top 50 - binnen: 17 februari 2007 | Grace Kelly in de Mega top 50 - binnen: 17 februari 2007 | Grace Kelly in de Mega top 50 - binnen: 17 februari 2007 | Grace Kelly in de Mega top 50 - binnen: 17 februari 2007 | Grace Kelly in de Mega top 50 - binnen: 17 februari 2007 | Grace Kelly in de Mega top 50 - binnen: 17 februari 2007 | Grace Kelly in de Mega top 50 - binnen: 17 februari 2007 | Grace Kelly in de Mega top 50 - binnen: 17 februari 2007 | Grace Kelly in de Mega top 50 - binnen: 17 februari 2007 | Grace Kelly in de Mega top 50 - binnen: 17 februari 2007 | Grace Kelly in de Mega top 50 - binnen: 17 februari 2007 | Grace Kelly in de Mega top 50 - binnen: 17 februari 2007 | Grace Kelly in de Mega top 50 - binnen: 17 februari 2007 | Grace Kelly in de Mega top 50 - binnen: 17 februari 2007 | Grace Kelly in de Mega top 50 - binnen: 17 februari 2007 | Grace Kelly in de Mega top 50 - binnen: 17 februari 2007 | Grace Kelly in de Mega top 50 - binnen: 17 februari 2007 | Grace Kelly in de Mega top 50 - binnen: 17 februari 2007 | Grace Kelly in de Mega top 50 - binnen: 17 februari 2007 | Grace Kelly in de Mega top 50 - binnen: 17 februari 2007 | Grace Kelly in de Mega top 50 - binnen: 17 februari 2007 | Grace Kelly in de Mega top 50 - binnen: 17 februari 2007 | Grace Kelly in de Mega top 50 - binnen: 17 februari 2007 | Grace Kelly in de Mega top 50 - binnen: 17 februari 2007 | Grace Kelly in de Mega top 50 - binnen: 17 februari 2007 | Grace Kelly in de Mega top 50 - binnen: 17 februari 2007 | Grace Kelly in de Mega top 50 - binnen: 17 februari 2007 |
| Week                                                     | 1                                                        | 2                                                        | 3                                                        | 4                                                        | 5                                                        | 6                                                        | 7                                                        | 8                                                        | 9                                                        | 10                                                       | 11                                                       | 12                                                       | 13                                                       | 14                                                       | 15                                                       | 16                                                       | 17                                                       | 18                                                       | 19                                                       | 20                                                       | 21                                                       | 22                                                       | 23                                                       | 24                                                       | 25                                                       | 26                                                       |                                                          |
| -------------------------------------------------------- | -------------------------------------------------------- | -------------------------------------------------------- | -------------------------------------------------------- | -------------------------------------------------------- | -------------------------------------------------------- | -------------------------------------------------------- | -------------------------------------------------------- | -------------------------------------------------------- | -------------------------------------------------------- | -------------------------------------------------------- | -------------------------------------------------------- | -------------------------------------------------------- | -------------------------------------------------------- | -------------------------------------------------------- | -------------------------------------------------------- | -------------------------------------------------------- | -------------------------------------------------------- | -------------------------------------------------------- | -------------------------------------------------------- | -------------------------------------------------------- | -------------------------------------------------------- | -------------------------------------------------------- | -------------------------------------------------------- | -------------------------------------------------------- | -------------------------------------------------------- | -------------------------------------------------------- | -------------------------------------------------------- |
| Positie                                                  | 41                                                       | 25                                                       | 12                                                       | 7                                                        | 4                                                        | 3                                                        | 4                                                        | 3                                                        | 1                                                        | 4                                                        | 5                                                        | 5                                                        | 4                                                        | 2                                                        | 3                                                        | 7                                                        | 7                                                        | 7                                                        | 8                                                        | 9                                                        | 13                                                       | 19                                                       | 36                                                       | 38                                                       | 42                                                       | 46                                                       | uit                                                      |

| Grace Kelly in de Ultratop 50 - binnen: 3 maart 2007 | Grace Kelly in de Ultratop 50 - binnen: 3 maart 2007 | Grace Kelly in de Ultratop 50 - binnen: 3 maart 2007 | Grace Kelly in de Ultratop 50 - binnen: 3 maart 2007 | Grace Kelly in de Ultratop 50 - binnen: 3 maart 2007 | Grace Kelly in de Ultratop 50 - binnen: 3 maart 2007 | Grace Kelly in de Ultratop 50 - binnen: 3 maart 2007 | Grace Kelly in de Ultratop 50 - binnen: 3 maart 2007 | Grace Kelly in de Ultratop 50 - binnen: 3 maart 2007 | Grace Kelly in de Ultratop 50 - binnen: 3 maart 2007 | Grace Kelly in de Ultratop 50 - binnen: 3 maart 2007 | Grace Kelly in de Ultratop 50 - binnen: 3 maart 2007 | Grace Kelly in de Ultratop 50 - binnen: 3 maart 2007 | Grace Kelly in de Ultratop 50 - binnen: 3 maart 2007 | Grace Kelly in de Ultratop 50 - binnen: 3 maart 2007 | Grace Kelly in de Ultratop 50 - binnen: 3 maart 2007 | Grace Kelly in de Ultratop 50 - binnen: 3 maart 2007 | Grace Kelly in de Ultratop 50 - binnen: 3 maart 2007 | Grace Kelly in de Ultratop 50 - binnen: 3 maart 2007 | Grace Kelly in de Ultratop 50 - binnen: 3 maart 2007 | Grace Kelly in de Ultratop 50 - binnen: 3 maart 2007 | Grace Kelly in de Ultratop 50 - binnen: 3 maart 2007 | Grace Kelly in de Ultratop 50 - binnen: 3 maart 2007 | Grace Kelly in de Ultratop 50 - binnen: 3 maart 2007 | Grace Kelly in de Ultratop 50 - binnen: 3 maart 2007 | Grace Kelly in de Ultratop 50 - binnen: 3 maart 2007 | Grace Kelly in de Ultratop 50 - binnen: 3 maart 2007 | Grace Kelly in de Ultratop 50 - binnen: 3 maart 2007 | Grace Kelly in de Ultratop 50 - binnen: 3 maart 2007 | Grace Kelly in de Ultratop 50 - binnen: 3 maart 2007 | Grace Kelly in de Ultratop 50 - binnen: 3 maart 2007 | Grace Kelly in de Ultratop 50 - binnen: 3 maart 2007 | Grace Kelly in de Ultratop 50 - binnen: 3 maart 2007 | Grace Kelly in de Ultratop 50 - binnen: 3 maart 2007 |
| Week                                                 | 1                                                    | 2                                                    | 3                                                    | 4                                                    | 5                                                    | 6                                                    | 7                                                    | 8                                                    | 9                                                    | 10                                                   | 11                                                   | 12                                                   | 13                                                   | 14                                                   | 15                                                   | 16                                                   | 17                                                   | 18                                                   | 19                                                   | 20                                                   | 21                                                   | 22                                                   | 23                                                   | 24                                                   | 25                                                   | 26                                                   | 27                                                   | 28                                                   | 29                                                   | 30                                                   | 31                                                   | 32                                                   |                                                      |
| ---------------------------------------------------- | ---------------------------------------------------- | ---------------------------------------------------- | ---------------------------------------------------- | ---------------------------------------------------- | ---------------------------------------------------- | ---------------------------------------------------- | ---------------------------------------------------- | ---------------------------------------------------- | ---------------------------------------------------- | ---------------------------------------------------- | ---------------------------------------------------- | ---------------------------------------------------- | ---------------------------------------------------- | ---------------------------------------------------- | ---------------------------------------------------- | ---------------------------------------------------- | ---------------------------------------------------- | ---------------------------------------------------- | ---------------------------------------------------- | ---------------------------------------------------- | ---------------------------------------------------- | ---------------------------------------------------- | ---------------------------------------------------- | ---------------------------------------------------- | ---------------------------------------------------- | ---------------------------------------------------- | ---------------------------------------------------- | ---------------------------------------------------- | ---------------------------------------------------- | ---------------------------------------------------- | ---------------------------------------------------- | ---------------------------------------------------- | ---------------------------------------------------- |
| Positie                                              | 40                                                   | 14                                                   | 4                                                    | 3                                                    | 2                                                    | 2                                                    | 2                                                    | 2                                                    | 2                                                    | 3                                                    | 6                                                    | 5                                                    | 5                                                    | 2                                                    | 4                                                    | 7                                                    | 8                                                    | 12                                                   | 14                                                   | 12                                                   | 15                                                   | 19                                                   | 20                                                   | 20                                                   | 20                                                   | 22                                                   | 24                                                   | 27                                                   | 35                                                   | 43                                                   | 47                                                   | 50                                                   | uit                                                  |

### NPO Radio 2 Top 2000
| Nummer met noteringen in de NPO Radio 2 Top 2000 | '07 | '08  | '09 | '10  | '11  | '12  | '13  | '14  | '15  | '16-'20 | '21  | '22  | '23  | '24  |
| ------------------------------------------------ | --- | ---- | --- | ---- | ---- | ---- | ---- | ---- | ---- | ------- | ---- | ---- | ---- | ---- |
| Grace Kelly                                      | 364 | 1606 | 670 | 1017 | 1449 | 1401 | 1578 | 1845 | 1986 | -       | 1586 | 1446 | 1745 | 1785 |

1. ↑  Een '-' betekent dat het nummer niet was genoteerd en een vetgedrukt getal geeft de hoogste notering aan.
2. ↑  2007 was het eerste jaar met een notering voor dit nummer.